# Nguyễn Trúc Sơn
Nguyễn Trúc Sơn (sinh ngày 8 tháng 6 năm 1971) là chính trị gia nước Cộng hòa xã hội chủ nghĩa Việt Nam. Ông hiện là Ủy viên Ban Thường vụ Tỉnh ủy Bến Tre, Phó Bí thư Ban Cán sự Đảng, Phó Chủ tịch thường trực Ủy ban nhân dân tỉnh Bến Tre, Đại biểu Quốc hội khóa XV từ Bến Tre, Ủy viên Ủy ban Đối ngoại của Quốc hội, Trưởng Đoàn Đại biểu Quốc hội tỉnh Bến Tre, Chủ tịch Hội Hữu nghị Việt Nam – Hàn Quốc tỉnh Bến Tre. Ông từng là Bí thư Huyện ủy Thạnh Phú, và Giám đốc Sở Kế hoạch và Đầu tư Bến Tre.
Nguyễn Trúc Sơn là đảng viên Đảng Cộng sản Việt Nam, học vị Cử nhân tiếng Anh, Thạc sĩ Quản trị học, Cao cấp lý luận chính trị. Ông có sự nghiệp đều công tác ở quê nhà Bến Tre.

## Xuất thân và giáo dục
Nguyễn Trúc Sơn sinh ngày 8 tháng 6 năm 1971 tại ấp Bình Phú, xã An Hội, quận Trúc Giang, tỉnh Kiến Hòa, nay là xã Bình Phú thuộc thành phố Bến Tre tỉnh Bến Tre. Ông lớn lên và tốt nghiệp phổ thông ở Bến Tre, thi đỗ đại học năm 1989, lên Thành phố Hồ Chí Minh để nhập học và tốt nghiệp Cử nhân chuyên ngành tiếng Anh vào năm 1993, sau đó, ông theo học cao học bằng chương trình tiếng Anh, nhận bằng Thạc sĩ Khoa học về quản trị chương trình và chính sách công vào năm 1995. Ông được kết nạp Đảng Cộng sản Việt Nam vào ngày 14 tháng 7 năm 2000, trở thành đảng viên chính thức sau đó 1 năm, theo học khóa chính trị tại Học viện Chính trị Quốc gia Hồ Chí Minh và có chứng chỉ Cao cấp lý luận chính trị – hành chính. Ông hiện thường trú ở Khu phố 1, Phường 4, thành phố Bến Tre.

## Sự nghiệp
Tháng 11 năm 1995, sau khi hoàn thành chương trình học đại học và cao học ở Thành phố Hồ Chí Minh, Nguyễn Trúc Sơn trở về quê nhà Bến Tre, được tuyển dụng vào Ủy ban nhân dân tỉnh Bến Tre, bổ nhiệm làm Chuyên viên Kinh tế đối ngoại của Ủy ban Kế hoạch tỉnh, sau đó được cơ cấu lại thành Sở Kế hoạch và Đầu tư tỉnh Bến Tre. Đến tháng 2 năm 2002, ông được thăng chức làm Phó Trưởng phòng Kinh tế đối ngoại của sở, giữ chức 2 năm thì được điều tới Trung tâm Xúc tiến đầu tư trực thuộc Sở, nhậm chức Giám đốc trung tâm này. Sang năm 2008, ông kiêm nhiệm thêm vị trí Giám đốc Ban Quản lý Dự án ODA về Phát triển kinh doanh với người nghèo nông thôn và Dự án thích ứng với biến đổi khí hậu do Quỹ Quốc tế về Phát triển nông nghiệp (IFAD) của Liên Hợp Quốc tài trợ cho Bến Tre. Ông giữ chức vụ này trong 4 năm cho đến tháng 4 năm 2012 thì được điều chuyển làm Bí thư Chi bộ, Giám đốc Trung tâm Xúc tiến đầu tư trực thuộc Ủy ban nhân dân tỉnh Bến Tre. Vào tháng 8 năm 2013, Nguyễn Trúc Sơn được bầu bổ sung vào Ban Chấp hành Đảng bộ tỉnh, được bổ nhiệm làm Giám đốc Sở Kế hoạch và Đầu tư tỉnh Bến Tre, tái đắc cử Tỉnh ủy viên tại Đại hội Đảng bộ tỉnh Bến Tre lần thứ X, nhiệm kỳ 2015–2020. Tháng 6 năm 2016, ông được điều về huyện Thạnh Phú, nhậm chức Bí thư Huyện ủy, kiêm Bí thư Đảng ủy Quân sự huyện Thạnh Phú. Trong thời gian này, từ năm 2017, ông kiêm nhiệm thêm chức vụ xã hội là Ủy viên Ban Chấp hành Trung ương Hội Hữu nghị Việt Nam – Hàn Quốc, Chủ tịch Hội Hữu nghị Việt Nam – Hàn Quốc tỉnh Bến Tre.
Tháng 9 năm 2019, tại kỳ họp chuyên đề của Hội đồng nhân dân tỉnh, Nguyễn Trúc Sơn được bầu làm Phó Chủ tịch Ủy ban nhân dân tỉnh Bến Tre, chỉ định làm Ủy viên Ban Cán sự Đảng Ủy ban nhân dân tỉnh. Tháng 10 năm 2020, tại Đại hội Đảng bộ tỉnh Bến Tre lần thứ XI, nhiệm kỳ 2020–2025, ông được bầu làm Ủy viên Ban Thường vụ Tỉnh ủy, sau đó được phân công làm Phó Bí thư Ban Cán sự Đảng Ủy ban nhân dân tỉnh, Ủy viên Đảng đoàn Hội đồng nhân dân tỉnh, Phó Chủ tịch thường trực Ủy ban nhân dân tỉnh Bến Tre, kế nhiệm Trương Duy Hải nghỉ hưu theo chế độ. Năm 2021, với sự giới thiệu của tổ chức Đảng, chính quyền địa phương, ông ứng cử đại biểu quốc hội, bầu cử ở đơn vị bầu cử số 3 gồm huyện Thạnh Phú, Chợ Lách, Mỏ Cày Bắc, Mỏ Cày Nam, rồi trúng cử Đại biểu Quốc hội khóa XV với tỷ lệ 78,16%. Trong nhiệm kỳ này, ông được phân công làm Ủy viên Ủy ban Đối ngoại của Quốc hội, Trưởng Đoàn Đại biểu Quốc hội tỉnh Bến Tre.

## Khen thưởng
- Huân chương Lao động hạng Ba, 2017;